# Prima guerra di Slesia
La prima guerra di Slesia (1740 – 1742) fu parte della guerra di successione austriaca, svoltasi fra il 1740 ed il 1748.

## Antefatti
La prima guerra di Slesia ebbe inizio dopo la morte dell'imperatore Carlo VI, che con la Prammatica sanzione del 19 aprile 1713 aveva disposto la possibilità di successione al trono austriaco da parte di una donna, in assenza di eredi diretti maschi (fatto che si verificherà con Maria Teresa d'Austria, primogenita di Carlo VI nel 1717).
Sebbene la maggior parte degli stati avessero riconosciuto la validità di tale disposizione quando Carlo VI era ancora in vita, essa, alla morte di Carlo VI nel 1740, fu impugnata sia da Federico II di Prussia che dal principe Carlo Alberto, duca di Baviera, futuro imperatore del Sacro Romano Impero. Carlo Alberto sollevò le sue pretese sia sulla corona imperiale che sulla sovranità asburgica. Federico II rivendicava per la Prussia la sovranità sulla Slesia, che era parte del dominio asburgico.
Egli fondava i suoi diritti sul patto di fratellanza successoria di Federico II di Legnica del 1537, secondo il quale i principati di Legnica, Wołów e Brieg dopo l'estinzione del ramo collaterale slesiano della dinastia Piast sarebbero dovuti andare alla Marca di Brandeburgo. La legittimità tuttavia di questo patto era già stata smentita allora dal re boemo Ferdinando I e soppressa nel 1546.
Allorché in effetti la dinastia Piast si estinse nel 1675, Federico Guglielmo I di Brandeburgo sollevò molteplici pretese sui principati della Slesia presso l'imperatore Leopoldo I, che quest'ultimo tuttavia respinse sempre.
Però quando Federico Guglielmo, a seguito della revoca dell'Editto di Nantes da parte di Luigi XIV, fu suggerito all'imperatore quale alleato, egli nel patto di alleanza con quest'ultimo del 1686 rinunciò alle sue pretese in materia. Come contropartita egli credé che insieme al sostegno militare contro la Francia ed un compenso annuo in denaro, avrebbe ricevuto fra l'altro lo Schwiebuser Kreis (una piccola zona della Slesia).
Tuttavia il plenipotenziario austriaco a Berlino aveva contemporaneamente siglato un accordo segreto con il principe Federico, figlio e previsto successore di Federico Guglielmo, con il quale egli si impegnava a restituire lo Schwiebuser Kreis al governo di Vienna. Quando dopo la morte del padre questa promessa fu rammentata a Federico I dall'imperatore e nel 1695 fu obbligato a restituire il territorio in questione, egli protestò e sostenne che l'accordo gli era stato estorto con l'inganno e che anche la precedente rinuncia alle originali pretese sul territorio della Slesia non era valida per cui egli accampò di nuovo le medesime la cui legittimità si consolidò poi presso la corte del Brandeburgo.
Si addivenì ad un'alleanza della Prussia con la Baviera, la Francia, la Sassonia, Colonia la Spagna, la Svezia ed i Regni di Napoli e di Sicilia. Queste potenze propendevano per un indebolimento ed una sconfitta da parte del regno asburgico. A fianco di quest'ultimo si schierarono la Gran Bretagna, il Regno di Sardegna, i Paesi Bassi e la Russia.
L'8 novembre 1740 ebbe luogo in Prussia una mobilitazione di truppe appositamente creata per quest'impresa. Il piano di attacco prevedeva che se ne occupassero due corpi d'armata slesiani. Il primo consisteva in 20 battaglioni, 32 squadroni e 34 cannoni, mentre il secondo in sette battaglioni, dieci squadroni ed otto cannoni. In Slesia si trovavano nell'ottobre 1740 solo un reggimento di fanteria con poco più di 1 500 uomini più una compagnia di soldati indipendenti forte di 300 effettivi. Per metà dicembre le truppe austriache furono rafforzate da 3 reggimenti di fanteria, una compagnia indipendente e otto compagnie di dragoni per un totale di 7 359 effettivi, di cui 1 178 assegnati alla fortezza di Glogau.

## Svolgimento

### Occupazione della Slesia
L'11 dicembre 1740 Federico II di Prussia pose all'Austria un ultimatum per ottenere la cessione della Slesia alla Prussia. In cambio egli avrebbe riconosciuto la Prammatica sanzione di Carlo VI e la coreggenza di Francesco I Stefano di Lorena, genero del defunto Carlo VI, sostenendone la candidatura ad imperatore dei tedeschi.
Egli non attese per molto la risposta austriaca e il 16 dicembre irruppe con un'armata di 16 000 soldati nella Slesia. La parte di popolazione che era protestante accolse i prussiani come liberatori. Alla fine di gennaio la Slesia era stata ripulita di truppe austriache. Solo nella fortezze di Glogau, Brieg e Neisse rimanevano ancora deboli guarnigioni, che furono assediate dai prussiani prima di acquartierarsi per l'inverno.

### Campagna del 1741
- 27 febbraio: sconfitta di Baumgarten.
- 9 marzo: il principe Leopoldo II di Anhalt-Dessau conquista la fortezza di Glogau.

Nel mese di marzo fu messa insieme presso Olmütz un'armata austriaca comandata dal feldmaresciallo conte Wilhelm Reinhard von Neipperg e costituita da 17 battaglioni, otto compagnie di granatieri e 13 reggimenti di cavalleria per un totale di circa 15 000 uomini, con lo scopo di soccorrere le fortezze assediate di Neiße e Brieg.
- 10 aprile battaglia di Mollwitz: vittoria prussiana del feldmaresciallo Kurt Christoph, conte di Schwerin
- maggio: bombardamento di Brieg
- 5 giugno (Breslavia): alleanza difensiva fra Prussia e Francia della durata di 15 anni.
- 22 luglio: assalto a Rothschloss.
- 10 agosto: occupazione di Breslavia.
- 9 ottobre: armistizio di Klein-Schnellendorf.
- 26 novembre: francesi, sassoni e bavaresi attaccano Praga.
- metà dicembre: Federico marcia in Boemia dato che l'Austria non rispetta l'armistizio.
- 26 dicembre: i prussiani occupano Olmütz.

### Campagna del 1742
- 14 marzo: sconfitta di Lesch.
- 17 maggio: la battaglia di Chotusitz termina con la vittoria di Federico II sul principe di Lorena.
- 28 maggio: termine delle ostilità.
- 11 giugno: armistizio di Breslavia con il quale ci si accorda che la Bassa Slesia, l'Alta Slesia fino al fiume Opava e la contea boema di Glatz vadano alla Prussia.
- 28 luglio: fine della guerra con la pace di Berlino che conferma i preliminari di cui all'armistizio di Breslavia dell'11 giugno.